# Mabuchi Kamo

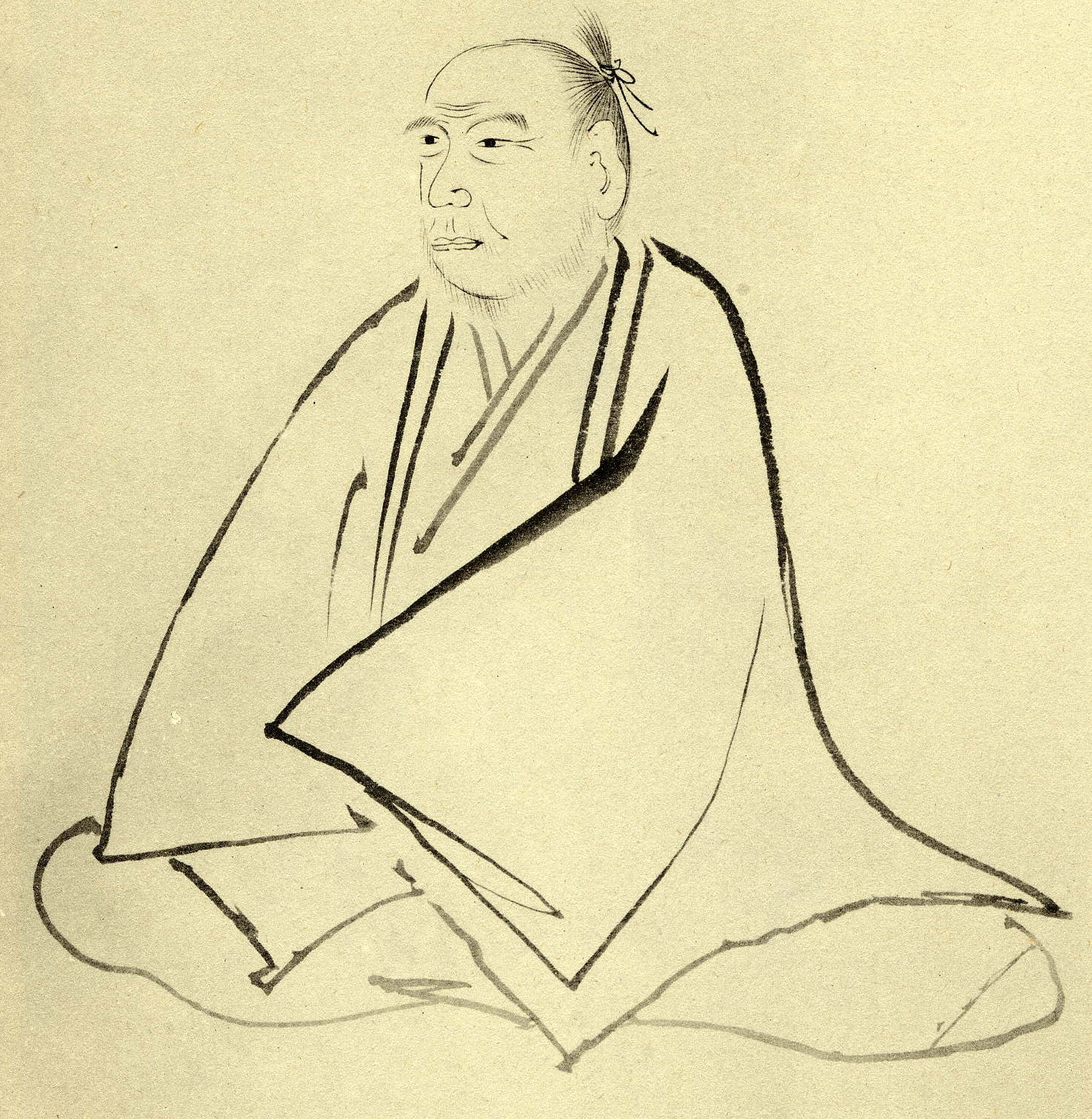
Kamo no Mabuchi

Mabuchi Kamo (jap. 賀茂真淵 Kamo no Mabuchi; ur. 1697, zm. 1769) – japoński uczony epoki Edo, filozof i poeta.

## Życiorys
Urodził się niedaleko Hamamatsu. Jego ojciec, Masanobu Ōkabe, był kapłanem shintō. Między 1733 a 1736 rokiem pobierał nauki w Kioto u Azumamaro Kady, a następnie zamieszkał w Edo, wstępując na służbę u księcia Munetaki Tayasu, syna sioguna Yoshimune Tokugawy. W 1760 roku przekazał prowadzoną przez siebie szkołę synowi Sadao i udał się w wędrówkę po kraju, odwiedzając m.in. chram Ise-jingū.
Był zwolennikiem nacjonalistycznej szkoły kokugaku. Głosił apoteozę instytucji cesarstwa i osoby cesarza, a także prymat japońskiej tradycji i języka, źródła wszelkich nieszczęść spadających na Japonię upatrując w uleganiu wpływom chińskim, zwłaszcza buddyzmowi i konfucjanizmowi. Tworzył poezje w stylu waka. Jest autorem komentarzy do dzieł klasycznych takich jak Man’yōshū, Genji monogatari, Kanjikō i Nimanabi.
Jego uczniem był Norinaga Motoori.